# Magna Carta
 (енгл. The Great Charter) или Велика повеља слободе је енглески уставни документ из 1215. године којим је ограничена моћ енглеских краљева, конкретно краља Јована без Земље (Џона). Потписана је 15. јуна 1215. године у Ранимиду, западно од Лондона.
Велика повеља слобода се обично назива првим уставним актом како у Енглеској тако и у целом свету. Она представља темељ англосаксонске демократије, али и многих политичко-правних установа. Настала је као резултат неслагања између римског папе и краља Џона и његових барона у погледу краљевских права: захтевано је од краља да се одрекне одређених права и да поштује одређену законску процедуру, као и да прихвати да краљева воља може бити ограничена законом.

## Настанак Велике повеље слобода
Јован без Земље (1199—1216) од почетка владавине је био принуђен да води ратове против француског краља Филипа II Августа, који се намерио да осваја плантагенетске поседе у Француској. Да би дошао до средстава за војевање Јован је стално повећавао порезе, одузимао градовима привилегије, хапсио и новчано кажњавао ритере и бароне, а имао и претензија према имању и богатству енглеске цркве. То га уводи у сукоб са папом Иноћентијем III, који га је искључио из цркве бацивши анатему на њега и позвавши Филипа II Августа да преузме енглески престо. Јован је тако морао да се помири са папом и за узврат прихвати статус папиног вазала и плаћање годишњег данка, чиме је и практично Енглеска изгубила самосталност.
Незадовољство Јовановом владавином доводи до отпора свих слојева слободних људи. У таквим околностима краљ није имао избора и 15. јуна 1215. године је прихватио састанак на пољани Ранимид (Rannymede) на јужној обали Темзе, недалеко од замка у Виндзору. После четири дана жучних расправа, својим великим печатом је потврдио да прихвата захтеве незадовољних феудалаца, који су формулисани у Повељи.
Овај документ свој назив, који није настао приликом доношења (Јован га назива само "повеља"), дугује каснијој повељи Хенрија III из 1237. године у којој краљ обећава да ће поштовати "Libertates Magnae cartae" . Коначни назив Велика повеља слобода се приписује Едварду I који је својом повељом из 1297. године потврдио поменуту повељу свог оца Хенрија III из 1225. године и притом је назвао "Magna carta de libertatibus Angliae".
У време доношења Велике повеље слобода овај документ је одражавао сасвим другачије амбиције његових твораца, који по свему судећи нису били свесни далекосежног, епохалног домета овог дела.
Оригинални текст Велике повеље слобода је написан на пергаменту, на латинском, званичном језику државних докумената, а она није била подељена на чланове. Подела на чланове уведена је тек у XVIII веку ради лакшег упоређивања садржаја са Хенријевом повељом из 1225. године која је нумерацију на поједина поглавља добила у XVII веку.

## Карактеристике и значај Велике повеље слобода
Читав свет под појмом Magna carta подразумева чувени документ Јована без Земље. Међутим, у самој Енглеској тај назив се пре свега односио на повељу Хенрија III из 1225. године. Додуше, њене најважније одредбе су веома сличне одредбама из изворника. У Енглеској се, у ствари, под Magna carta подразумева, поред Јованове, још три повеље које су донете за време владавине његовог малолетног сина Хенрија III (из 1216, 1217. и 1225. године).
Ипак, мит о Великој повељи слобода се са разлогом везује баш за повељу из 1215. године како због временског приоритета тако и због тога што је потврђивана од разних владара више од 50 пута.
Иако постоје бројна доумљена око правне природе Magna carta Libertatum ваља истаћи да овај документ садржински није унео много нових битних елемената у већ постојеће односе већ је углавном само потврђивао права за која су енглески племићи сматрали да им припадају од раније. Она вуче порекло из бројних претходних повеља, нарочито из оне коју је Хенри I издао 1100. године, у којој су углавном озакоњени стари обичаји о односу владара и племства те у основи она није имала тако револуционаран и иноваторски карактер какав јој се данас обично придаје. Такође, пре је имала практичне него теоријске циљеве, на шта указује и историјски контекст у коме је и настала.
Велика повеља је први корак у дугог историјског процеса који је довео до владавине уставног закона. Она је постала и остала симбол ограничења власти и самовоље владара помоћу правне норме, оличење гаранције за права и слободе људи, начела законитости и правне сигурности.
У самој Енглеској, али ни у свету, она није ни прва ни последња краљевска повеља овог типа, нити је садржала нека битно нова права, она је ипак јединствена по својој историјској улози. Не само да је предвидела средства која ће гарантовати поштовање угрожених привилегија и слобода, створивши свест да власт краља није неограничена, него се са разлогом баш на њу позивало када је започела борба за народна права под династијом Стјуарта. Јер управо она је наговестила идеју конституционализма, супрематије права и почела да крчи пут ка уставној монархији.

## Значајне одредбе Велике повеље слобода
Magna Carta Libertatum из 1215. године је у основи типичан феудални документ о правима и обавезама вазала. Иако је повеља ограничила краљевску моћ и у своје 63 ставке покрила многа питања, углавном је заступала велепоседничке интересе. Питања обухваћена повељом кретала су се од права слободних људи на суђење и правду, па све до тежина и мера, рибарских врша и страних трговаца.
Магна карта је, такође, ограничила права шерифа, чувала слободе и привилегије округа и градова и начинила споразум са Круном да се неће мешати у права цркве нити у црквене изборе, као и то да неће без пристанка крунског савета наметати Клеветнички данак или било какав други порез.
" Пред Богом смо подарили, и овом повељом потврдили, у наше име и у име наших наследника, да Енглеска црква буде вечно слободна и да ужива своја неокрњена права и своје неумањене слободе."
Поштовање повеље осигурано је коначним ставкама, које су давале овлашћење Већу 25 барона (Веће 25 барона чине: 24 барона и градоначелник Лондона. Оно има карактер судског органа и непрестано контролише краља (члан 61)) да се подигну на оружје против краља уколико се он не буде придржавао услова Повеље.
"Барони ће између себе изабрати двадесет петорицу да чувају и свим својим моћима осигурају поштовање мира и слободе које су им дате и ово повељом потврђене. Ако ми, наш врховни судија, наши службеници или било који наш слуга икога у било чему повредимо или прекршимо било коју одредбу о миру и овом јемству и четворица од речених двадесет пет барона сазнају за повреду, они ће доћи нама – или, у нашој одсутности из Краљевства, нашем врховном судији, – да то саопште и траже да се то сместа исправи. Ако ми, или за време нашег боравка у иностранству наш врховни судија, у року од четрдесет дана, рачунајући од дана када је нама или њему саопштена повреда, не прибавимо никакво задовољење, четири барона ће предмет саопштити осталима од двадесет пет барона, који нам могу, уз подршку целе земље, запленити или напасти на сваки могући начин, одузимајући наш тврђаве, имања, имовину и било шта друго, поштедевши једино нас лично, те краљицу и нашу децу и све дотле док не осигурају онакву накнаду као што су то одлучили. Кад осигурају уклањање неправде они ће нам поново исказивати своју уобичајену послушност."
Три дана након усвајања Магна карте Џон је потражио, а касније и добио, папску осуду овог документа, што је четири месеца касније довело до првог Рата барона. И поред тога што су Повељу средњовековни и тјудорски владари углавном игнорисали, сматра се да је значајно утицала на принципе енглеске уставне слободе и да је била модел за уставе нових независних земаља широм света.
Овом повељом се краљ обавезао да не захтева од феудалаца већа плаћања него што је обичајима устаљено, а уколико би новац био и преко тога потребан, могао се одобрити само уз сагласност Општег савета краљевине - сабора свих барона. Такође, барони од вазала неће тражити плаћања која нису утврђена обичајима.
Чланом 39 краљ се обавезао да неће хапсити феудалце без одлуке суда, који морају сачињавати људи равни по статусу, па се по тумачењу правника и политичара Едварда Коука овај члан узимао као гаранција слободе личности уопште.
Члановима 20 и 21 краљ се обавезао да финансијски не уништава феудалце прекомерним новчаним казнама, док им се члановима 52, 53 и 55 гарантује сигурност својине.
Потврђене су старе повластице Лондона и других градова (члан 13), као и право трговаца да слободно улазе и излазе из Енглеске и тргују без ограничења, као и начело реципроцитета у односу према страним трговцима (члан 41)
Слободним сељацима је обећано да неће бити оптерећени неподношљивим глобама и наметима.
"Убудуће никоме нећемо допустити да од својих слободних људи убире доприносе, осим у сврху његовог откупа из заробљеништва, поводом проглашења витезом његовог најстаријег сина и (једанпут) поводом удаје његове најстарије кћери. У свим тим случајевима убираће се само умерени доприноси."
У више чланова на крају текста се признају одређене злоупотребе краљевих чиновника и обећава њихово отклањање, а посебан значај има одредба према којој се шуме и речне обале изузимају из краљеве власти.
Повеља садржи и низ одредби које регулишу наследне и својинске односе, старатељство, зајам, судски поступак, јединствени систем мера, итд.
Осим што гарантује одређена права безмало свим друштвеним слојевима, Magna carta регулише и органицацију власти. Уз краља, предвиђено је не самопостојање него и надлежност Општег савета краљевине (Commune concilium) који се бави питањем финансија, али је и овлашћено да суди баронима, да бира Веће 25 барона, итд.

## Велика повеља слобода данас
Од првобитних 40 до данас су преживела 4 оригинална рукописа који се чувају у Енглеској ( Британском музеју, Дому лордова у Вестминстерској палати и два у библиотекама катедрала у Линколну и Салсбурију). Но, ни на једном се није сачувао краљев велики печат којим је гарантована аутентичност документа, јер га је краљ својеручно потписао.
Данас туристи могу видети у Вашингтону у потонди, на улазу у зграду америчког Конгреса на Капитолхилу, златну реплику Магна карте, коју је Велика Британија поклонила Сједињеним Америчким Државама поводом 200. годишњице Декларације о независности.
Други примерак овог документа доступан туристима у Америци налази се у згради Националног архива у Вашингтону, али је у питању преписа повеље Едварда I из 1279. године, која је купљена на једној аукцији и у приватном је власништву и на њој је преживео и краљевски печат.
Данашњи читалац у Великој повељи слобода неће препознати широко дефинисане теоријске принципе, какве очекује од једне политичке декларације, већ само низ феудалних одредби техничког карактера. Но, кроз тумачења, каква су она судије и посланика сер Едвард Коука, њој се придавала нова садржина и у њој се налазио основ за гарантовање личне слободе и својине, поротно суђење, итд. Мада је, дакле, првенствено представљала практични документ који је решавао тренутне политичке проблеме уз позивање на већ постојеће привилегије, ипак јој се не може порећи да је унела и понеку новину. Она је у суштини конституисала поједине правне и политичке принципе који су инспирисали каснија покољења и представљају баштину целокупног човечанства.
Најзначајније од свега је да Magna Carta Libertatum живи и данас као део позитивног права Енглеске, а целокупна англосаксонска политичка и правна мисао такође налази у њој корене свог устројства. С обзиром на то да је Енглеска земља неписаног устава, са тзв. историјском уставношћу, где се уставна правила извлаче из већег броја докумената или судских пресуда доношених у различитим временима значај Велике повеље слобода је још већи. Стога она и данас представља уставни основ за гарантовање слободе личности, нарочито у погледу забране незаконитог хапшења, права на вођење судског поступка- тзв. due process of law, итд. Тако Велика повеља слобода, заједно са другим изворима, сачињава део модерног "историјског устава" Енглеске.